# Mario David (acteur)
Pour les articles homonymes, voir Mario David et David.
Jacques David, connu sous le nom de scène Mario David, est un acteur français, né le 9 août 1927 à Charleville (Ardennes) et mort le 29 avril 1996 dans le 13e arrondissement de Paris.

## Biographie
Il est scolarisé à l'école de Saint-Léonard-de-Noblat. Il débute très tôt sa carrière artistique dans le monde du cirque et du cabaret en y étant à la fois clown, acrobate et dompteur de fauves. Il effectue aussi une carrière honorable dans le culturisme qui lui permet de développer un physique imposant dont il tirera avantageusement parti dans la suite de sa carrière. Habitué aux seconds rôles, il endosse souvent le rôle du truand candide, de la brute naïve, de la force de la nature au cœur tendre.
Robert Dhéry l'engage dans sa célèbre troupe Les Branquignols et, en 1954, Robert Hossein l'emploie à son tour au théâtre du Grand-Guignol.
À la télévision, on le voit dans Les Cinq Dernières Minutes de Claude Loursais, dans Vidocq de Marcel Bluwal, dans La Tête des autres, de Raymond Rouleau et Les Saintes Chéries de Jean Becker et dans Les Dossiers secrets de l'inspecteur Lavardin de Claude Chabrol.
C'est surtout au cinéma qu'il devient une figure populaire grâce à ses nombreuses apparitions dans des seconds rôles, notamment aux côtés de Louis de Funès. On retient son apparition dans le film Oscar, d'Édouard Molinaro, où il se livre à une démonstration de pectoraux et triceps savoureuse. Il y incarne Philippe Dubois, le masseur un peu benêt et naïf, rôle qu'il tint d'abord au théâtre dans la pièce éponyme dès la mise en scène de Jacques Mauclair en 1958, puis de nouveau en 1971. À l'écran, il est également dirigé par Jean Renoir dans Le Caporal épinglé sorti en 1962. Claude Chabrol, encore, souvent l'intègre à la distribution artistique de ses œuvres, par exemple dans Les Bonnes Femmes en 1960, Landru en 1963 ou encore Les Fantômes du chapelier en 1982. Un de ses derniers rôles, en 1994, est dans un autre film de Claude Chabrol, L'Enfer.
Il collabore avec Robert Hossein dans la mise en scène théâtrale de grands moments de la Révolution française.
Il est marié à Françoise Cornu, avec qui il a une fille prénommée Élisa.
Mario David meurt d'une embolie pulmonaire à l'hôpital de la Pitié-Salpêtrière de Paris. Il est inhumé au grand cimetière de Louyat (secteur 6) à Limoges (Haute-Vienne).

## Filmographie

### Cinéma

#### Longs métrages
- 1952 : La Tournée des grands ducs d'André Pellenc : un artiste acrobate, sur la scène du “Balajo”
- 1952 : L'amour n'est pas un péché de Claude Cariven : l'agent dans l'escalier
- 1954 : Les Corsaires du bois de Boulogne, de Norbert Carbonnaux : l'athlète qui court au bois
- 1954 : Ah ! les belles bacchantes, de Jean Loubignac : l'homme musclé
- 1955 : Cherchez la femme de Raoul André
- 1955 : Une fille épatante de Raoul André : Tonio
- 1955 : Plus de whisky pour Callaghan de Willy Rozier : Amédée
- 1955 : Impasse des vertus de Pierre Méré
- 1955 : Gas oil de Gilles Grangier - scène coupée au montage
- 1956 : Cette sacrée gamine, de Michel Boisrond : le frison
- 1956 : L'Homme et l'Enfant, de Raoul André : Alec
- 1956 : Pardonnez nos offenses de Robert Hossein
- 1957 : Nous autres à Champignol, de Jean Bastia : Gino
- 1957 : Et par ici la sortie, de Willy Rozier : Honoré
- 1957 : Le Triporteur, de Jacques Pinoteau : Dabek, le gardien de but
- 1957 : Tous peuvent me tuer, d'Henri Decoin : Paulo, un détenu
- 1958 : Une balle dans le canon, de Michel Deville et Charles Gérard
- 1958 : La Chatte, d'Henri Decoin : un résistant
- 1958 : Le Sicilien de Pierre Chevalier : Mastic
- 1958 : Guinguette de Jean Delannoy
- 1959 : Certains l'aiment froide, de Jean Bastia et Guy Lionel : le masseur
- 1959 : Le Gendarme de Champignol, de Jean Bastia : un homme au restaurant
- 1959 : Nathalie, agent secret, d'Henri Decoin
- 1959 : À double tour, de Claude Chabrol : Roger, le laitier
- 1960 : Les Bonnes Femmes, de Claude Chabrol : Ernest Lapierre
- 1960 : Recours en grâce, de László Benedek : Jacques
- 1960 : Les Jeux de l'amour, de Philippe de Broca : le représentant
- 1960 : Les Moutons de Panurge de Jean Bastia : un supporter
- 1960 : Les Tortillards de Jean Bastia : l'automobiliste
- 1961 : Le Tracassin ou Les Plaisirs de la ville, d'Alex Joffé : le moniteur de gymnastique
- 1961 : Les Godelureaux, de Claude Chabrol
- 1961 : Les Livreurs, de Jean Girault : la brute
- 1961 : Un nommé La Rocca, de Jean Becker : Charlot l'élégant
- 1962 : Le Caporal épinglé, de Jean Renoir : Caruso
- 1963 : Les Bricoleurs, de Jean Girault : le lanceur de couteaux
- 1963 : Landru, de Claude Chabrol : le procureur
- 1963 : La Bande à Bobo de Tony Saytor
- 1964 : Comment épouser un premier ministre de Michel Boisrond
- 1964 : L'Enfer, d'Henri-Georges Clouzot (inachevé) : Julien
- 1964 : Le Tigre aime la chair fraîche, de Claude Chabrol : Dobronsky
- 1964 : Les Gorilles, de Jean Girault : Bercy
- 1965 : Le Caïd de Champignol, de Jean Bastia : Tony
- 1965 : Les Tribulations d'un chinois en Chine, de Philippe de Broca : Roquentin
- 1966 : Un choix d'assassins, de Philippe Fourastié : Scarlatti
- 1966 : La Ligne de démarcation, de Claude Chabrol : Urbain, le garde-chasse
- 1967 : Les Grandes Vacances, de Jean Girault : l'automobiliste
- 1967 : Le Fou du labo IV, de Jacques Besnard : Mario
- 1967 : Un homme de trop, de Costa-Gavras : le chauffeur de car
- 1967 : Oscar, d'Édouard Molinaro : Philippe Dubois
- 1968 : Le gendarme se marie, de Jean Girault : le malfrat "Fredo le boucher"
- 1968 : Faut pas prendre les enfants du bon Dieu pour des canards sauvages, de Michel Audiard : Jacky
- 1968 : L'Homme à la Buick, de Gilles Grangier : La Palluche
- 1969 : Qu'est-ce qui fait courir les crocodiles ?, de Jacques Poitrenaud : Guillaume
- 1969 : Le Cerveau, de Gérard Oury : un antiquaire
- 1969 : Une veuve en or, de Michel Audiard : Sigmund
- 1970 : Borsalino, de Jacques Deray : Mario
- 1970 : La Rupture, de Claude Chabrol : Gérard Mostelle
- 1971 : Les Mariés de l'an II, de Jean-Paul Rappeneau : Requiem
- 1971 : L'Explosion, de Marc Simenon : Riton
- 1972 : Les Malheurs d'Alfred, de Pierre Richard : Kid Barrantin
- 1972 : Le Tueur, de Denys de La Patellière : un des deux frères Garcia
- 1973 : Le Magnifique, de Philippe de Broca : le contractuel myope
- 1974 : Ursule et Grelu, de Serge Korber : Riquet
- 1974 : Bons baisers... à lundi, de Michel Audiard : Arouni
- 1975 : Flic Story, de Jacques Deray : Raymond Pelletier
- 1975 : Le Gitan, de José Giovanni : Bob
- 1977 : Drôles de zèbres, de Guy Lux : Grégorian
- 1977 : Cet obscur objet du désir, de Luis Buñuel
- 1977 : L'Animal, de Claude Zidi : Santos, le gitan
- 1978 : La Zizanie, de Claude Zidi : le camionneur
- 1978 : Violette Nozière, de Claude Chabrol : le directeur de la prison
- 1979 : Le Gendarme et les Extra-terrestres, de Jean Girault : le voleur du bidon d'huile
- 1979 : Coup de tête, de Jean-Jacques Annaud : Rumin, le kinésithérapeute
- 1980 : La Mer couleur de larmes, de Serge de Sienne : Max
- 1981 : Signé Furax, de Marc Simenon : un agent au barrage
- 1982 : Les Fantômes du chapelier, de Claude Chabrol : Pigeac
- 1982 : Tir groupé, de Jean-Claude Missiaen : Felix Pejat
- 1983 : En cas de guerre mondiale, je file à l'étranger, de Jacques Ardouin : Bob Grouillet, l'attaché de presse
- 1985 : Les Démons volants, d'Anders Refn
- 1987 : La Vie dissolue de Gérard Floque, de Georges Lautner : le chauffeur de taxi
- 1992 : L'Inconnu dans la maison, de Georges Lautner : Abecassis
- 1994 : L'Enfer, de Claude Chabrol : Duhamel

#### Court métrage
- 1971 : Les Machins de l'existence, de Jean-François Dion (court-métrage) : le personnage

### Télévision
- 1963 : Le commissaire mène l'enquête de Fabien Collin, sketch Fernez votre porte : le serrurier
- 1964 : Le Commandant Watrin de Jacques Rutman
- 1965 : Les Facéties du sapeur Camember, de Pierre Boursaus (série télévisée)
- 1965 : Les Cinq Dernières Minutes, épisode La Chasse aux grenouilles de Claude Loursais : Paul Riotard
- 1966 : L'Écharpe (téléfilm) d'Abder Isker : Olivier Mazeau
- 1967 : Les Cinq Dernières Minutes, épisode Finir en beauté de Claude Loursais : Paul Leurville
- 1967 : Vidocq, de Marcel Bluwal et Claude Loursais (série télévisée) : un gendarme
- 1968 : Les Dossiers de l'agence O (série télévisée) de Marc Simenon, épisode Émile à Cannes : le truand
- 1970 : Les Saintes chéries (série télévisée), de Jean Becker et Maurice Delbez, saison 3, épisode 3 : Ève cherche du travail : Mario, le livreur
- 1972 : Avec le cœur (téléfilm) de Rémy Grumbach
- 1973 : La Tête des autres (programme Au théâtre ce soir) de Marcel Aymé, mise en scène Raymond Rouleau, réalisation Georges Folgoas, Théâtre Marigny : Lambourde
- 1973 : Le Monde enchanté d'Isabelle (série télévisée), de Youri : le brocanteur
- 1973 : Vogue la galère (téléfilm) de Raymond Rouleau : Hersandieu
- 1974 : À vous de jouer Milord (feuilleton télévisé), de Christian-Jaque : le sergent-chef Loubère, alias Bébert
- 1975 : Les Malfaisants (téléfilm- de Guy Skornik : Arnaud
- 1978 : Madame le juge (série télévisée), de Claude Chabrol, épisode 2 + 2 = 4 : l'avocat
- 1978 : Pas d'orchidées pour miss Blandish (programme Emmenez-moi au théâtre), de Claude Barma : Eddie
- 1980 : Fantômas (feuilleton télévisé), épisodes L'Échafaud magique et Le Mort qui tue, de Claude Chabrol : Nibet
- 1986 : Grand hôtel (téléfilm) de Jean Kerchbron : Marcus
- 1988 : Les Dossiers secrets de l'inspecteur Lavardin (série télévisée), épisode L'Escargot noir : Mario, l'inspecteur
- 1991 : Quiproquos ! (téléfilm) de Claude Vital : Maurice

## Théâtre
- 1954 : Docteur Jekyll et mister Hyde de Frédéric Dard, mise en scène Robert Hossein, Théâtre du Grand-Guignol
- 1958 : Oscar de Claude Magnier, mise en scène Jacques Mauclair, Théâtre des Bouffes-Parisiens, Théâtre de l'Athénée
- 1959 : Oscar de Claude Magnier, mise en scène Jacques Mauclair, tournée Karsenty, Théâtre des Célestins
- 1962 : La Vénus de Milo de Jacques Deval, mise en scène Pierre Mondy, Théâtre du Gymnase
- 1968 : Après la pluie de John Bowen, mise en scène René Dupuy, Théâtre de l'Athénée-Louis-Jouvet
- 1972 : Oscar de Claude Magnier, mise en scène Pierre Mondy, Théâtre du Palais-Royal
- 1974 : Pas d'orchidée pour miss Blandish mise en scène Robert Hossein Théâtre de Reims
- 1975 : Des souris et des hommes de John Steinbeck, mise en scène Robert Hossein, Théâtre de Paris
- 1979 : Danton et Robespierre d'Alain Decaux, Stellio Lorenzi et Georges Soria, mise en scène Robert Hossein, Palais des congrès de Paris
- 1980 : Reviens dormir à l’Élysée de Jean-Paul Rouland et Claude Olivier, mise en scène Michel Roux, Comédie Caumartin
- 1988 : La Liberté ou la mort d'après Danton et Robespierre d'Alain Decaux, Stellio Lorenzi et Georges Soria, mise en scène Robert Hossein, Palais des congrès de Paris